# Iguerande
 Iguerande  es una población y comuna francesa, en la región de Borgoña, departamento de Saona y Loira, en el distrito de Charolles y cantón de Semur-en-Brionnais.

## Demografía
| 1122 | 1078 | 1033 | 1026 | 921 | 917 |
| Para los censos de 1962 a 1999 la población legal corresponde a la población sin duplicidades (Fuente: INSEE [Consultar]) |      |      |      |     |     |

## Fotos

Iglesia parroquial San Marcel
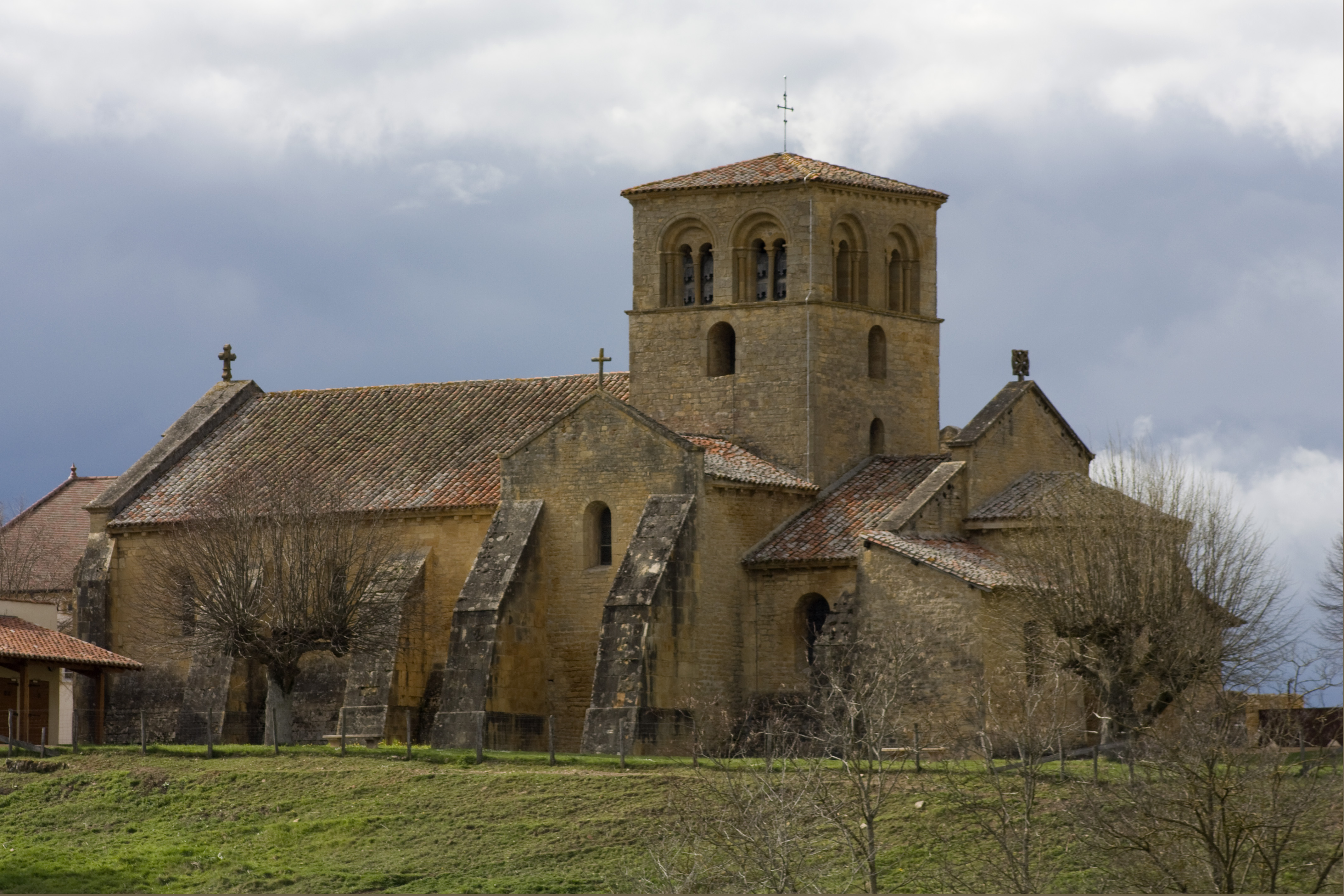
Iglesia St Marcel.
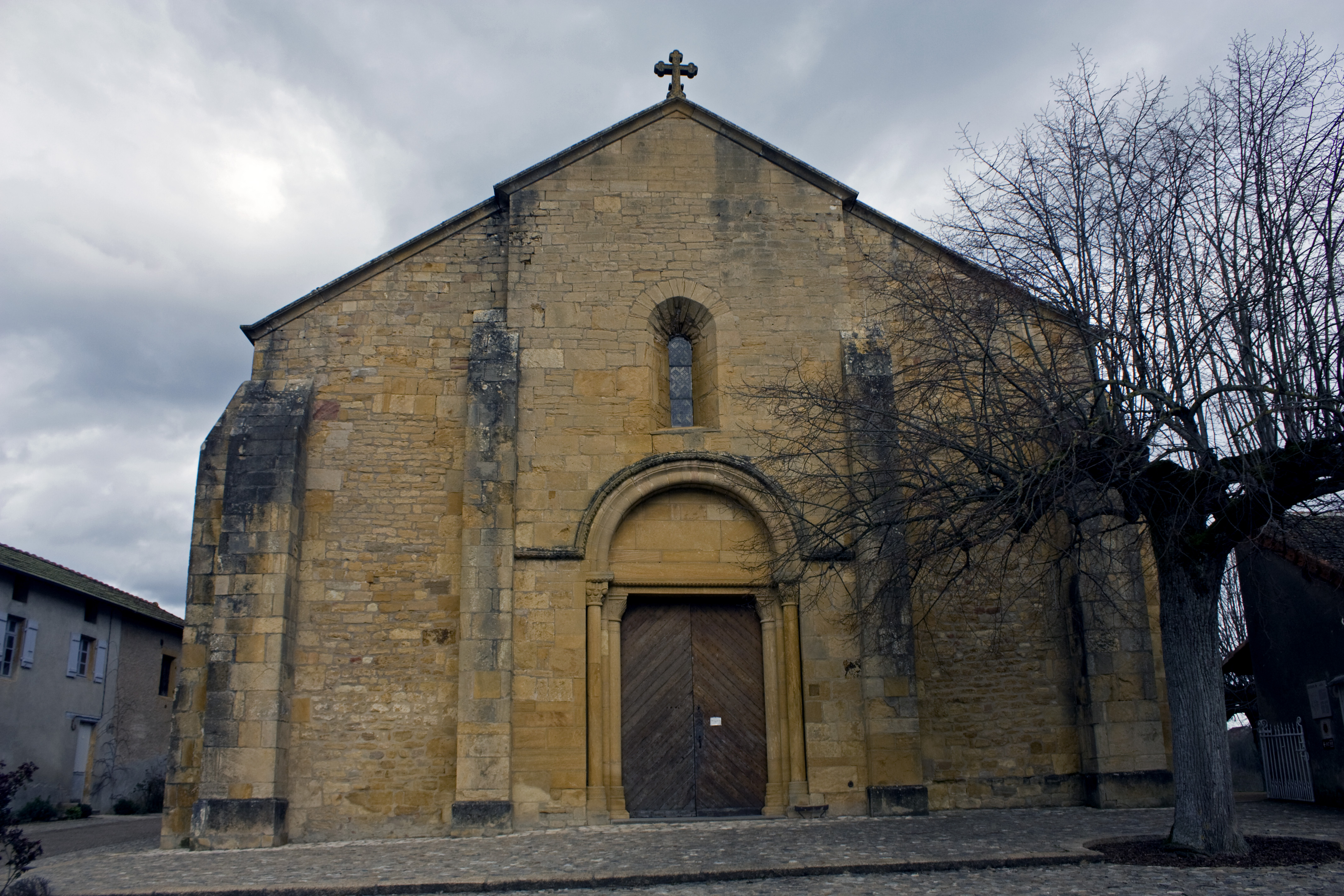
Vista del parvis.
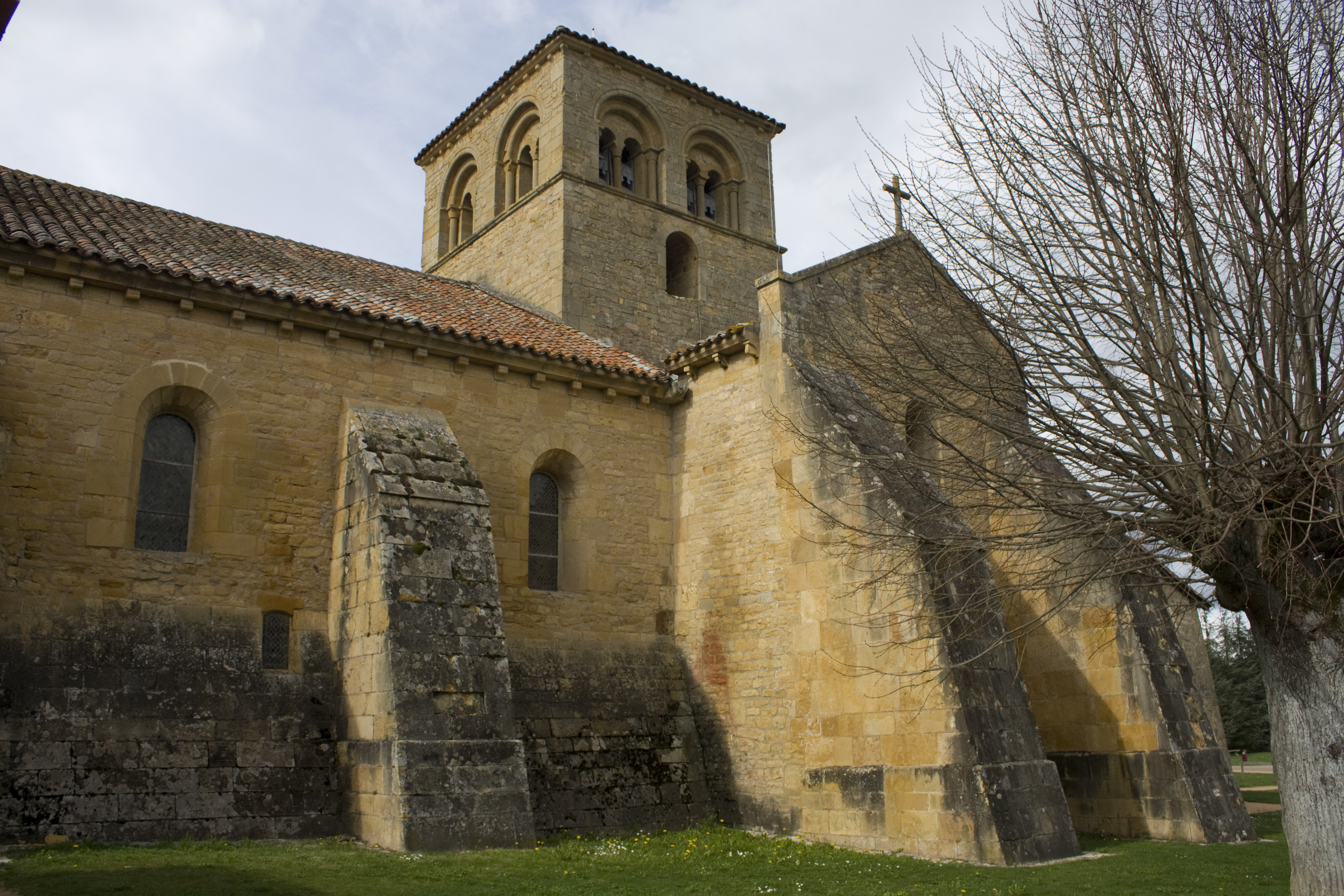
Contrafuerte.
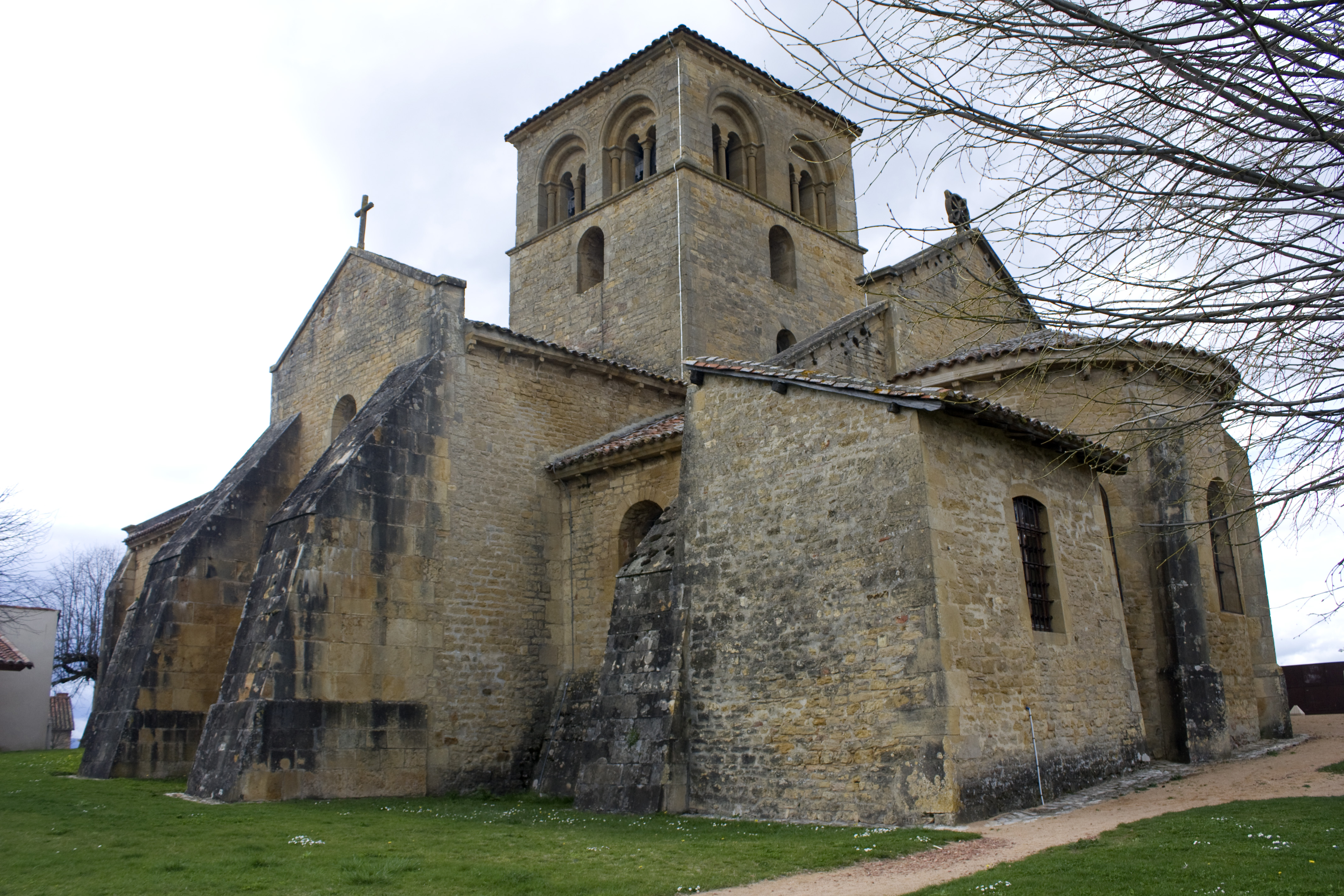
Campanario.
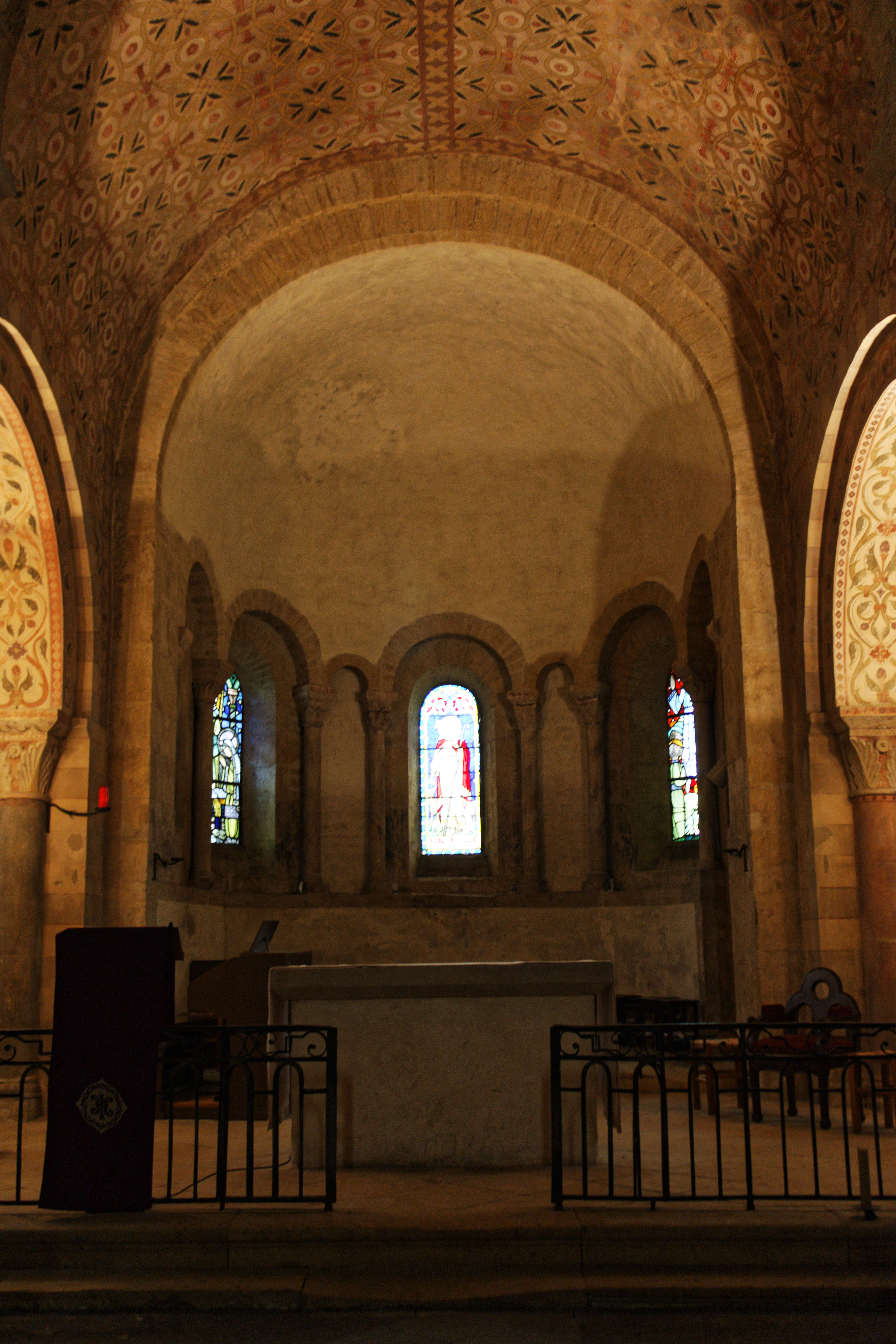
Ábside
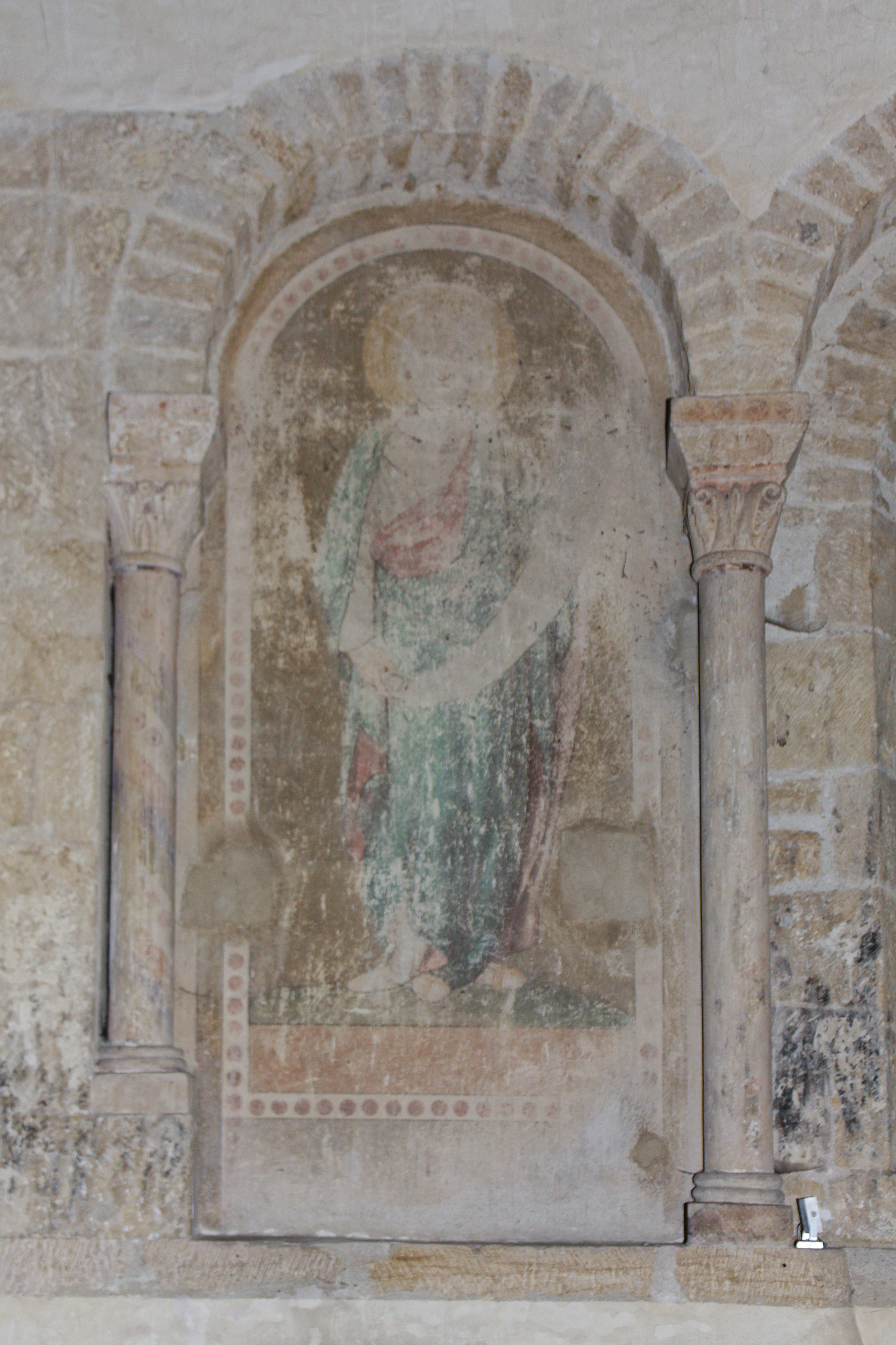
Santo con filacteria.
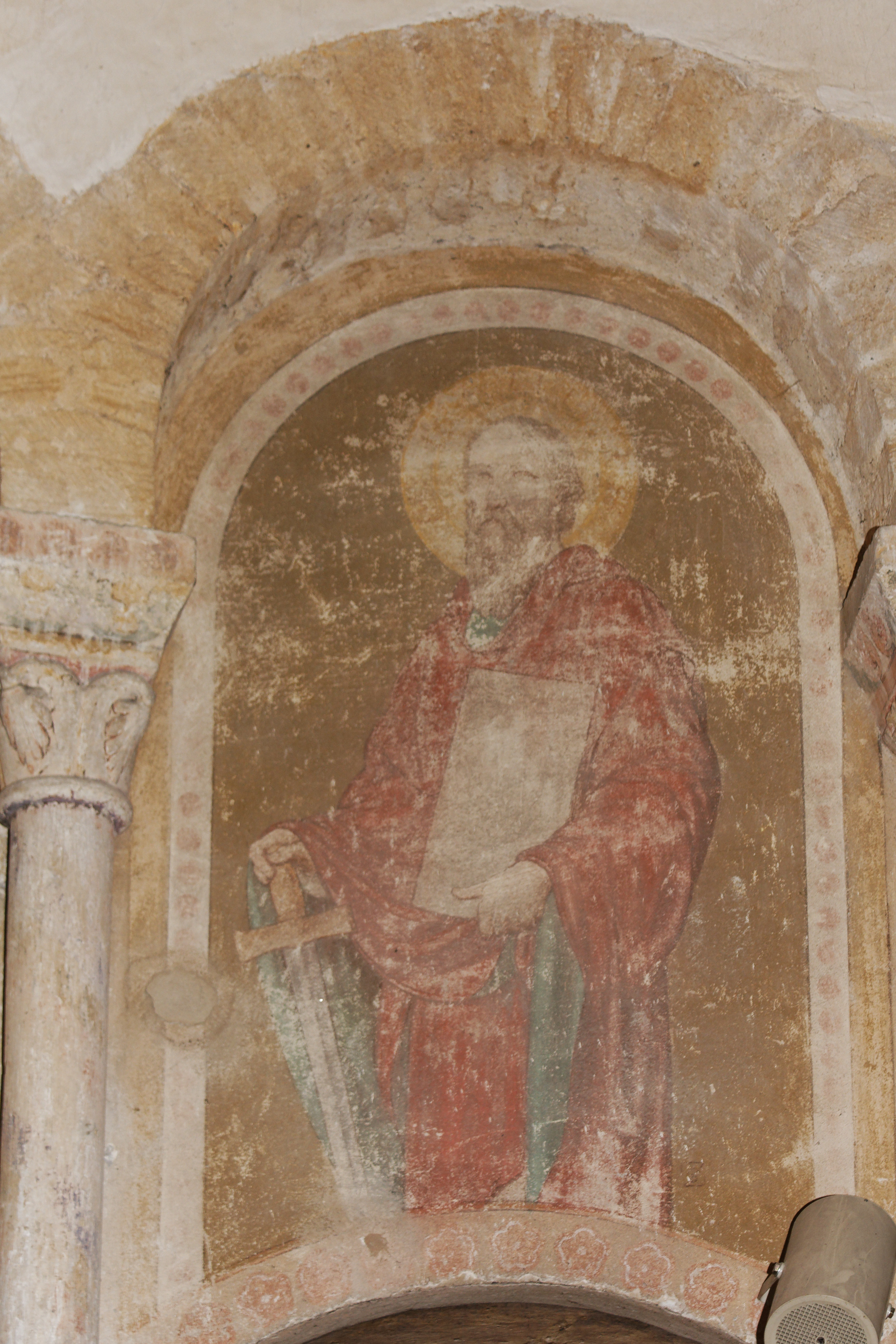
San Paúl.

- Wikimedia Commons alberga una categoría multimedia sobre Iguerande.

- Datos: Q1465999
- Multimedia: Iguerande / Q1465999